# Bemisia capitata
Bemisia capitata là một loài côn trùng cánh nửa trong họ Aleyrodidae, phân họ Aleyrodinae.
Bemisia capitata được Regu & David miêu tả khoa học đầu tiên năm 1991.